# Cyrtoxiphoides leai
Cyrtoxiphoides leai är en insektsart som beskrevs av Lucien Chopard 1951. Cyrtoxiphoides leai ingår i släktet Cyrtoxiphoides och familjen syrsor. Inga underarter finns listade i Catalogue of Life.